# Lemna perpusilla
Lemna perpusilla, la petite lentille d'eau ou lentille d'eau minuscule, est une espèce de plante aquatique à fleurs de la famille des Araceae.
Elle est originaire du centre et de l'est des États-Unis (mais pas du Grand Sud), ainsi que du Québec au Canada, et a été introduite en divers endroits du monde. 
Elle préfère les eaux stagnantes ou en mouvement très lent.